# Bab des Oudaïas

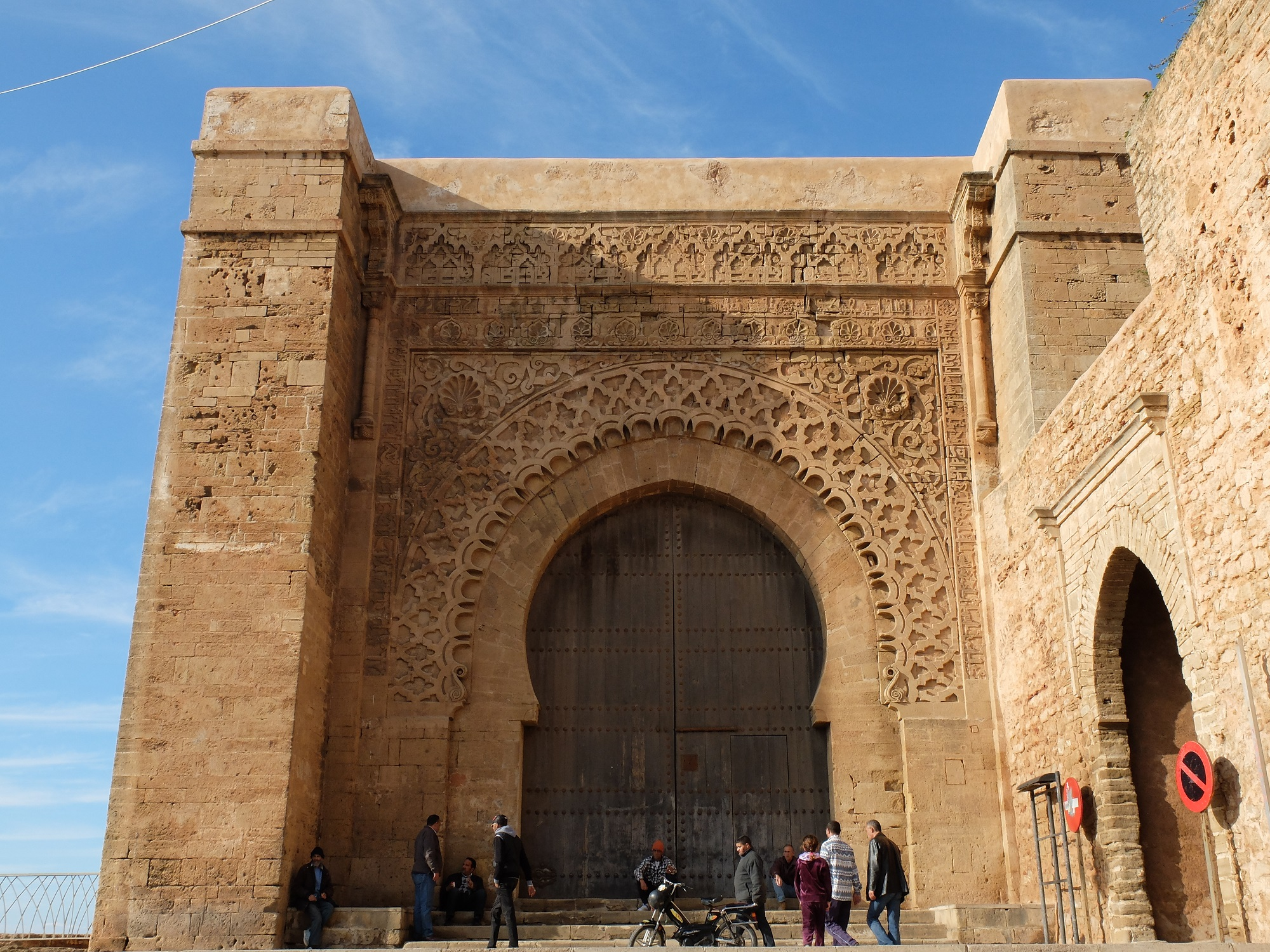
Bab des Oudaïas

Das Bab des Oudaïas (seltener Bab des Udaya) in der marokkanischen Hauptstadt Rabat gehört zu den bedeutendsten Sehenswürdigkeiten der Stadt und des ganzen Landes. Zusammen mit anderen historischen Bauten Rabats gehört es seit dem Jahr 2012 zum UNESCO-Welterbe.

## Lage
Das Bab des Oudaïas befindet sich am oberen Ende eines zum ehemaligen Festungsbereich der Kasbah des Oudaïas führenden Treppenaufgangs in einer Höhe von knapp 100 m oberhalb der Mündung des Bou-Regreg in den Atlantik.

## Geschichte
Das Tor (bab) der Festung (kasbah) wurde gegen Ende des 12. Jahrhunderts im Auftrag des Almohaden-Sultans Abū Yūsuf Yaʿqūb al-Mansūr (reg. 1184–1199) erbaut. Es blieb über Jahrhunderte weitgehend unversehrt, wurde jedoch sowohl während der französischen Protektoratszeit (1912–1956) als auch nach der Unabhängigkeit Marokkos in geringem Umfang restauriert.

## Architektur und Baudekor
Der im Innern abgewinkelte und zur Gänze aus Sandstein (auch Bruchstein) errichtete Torbau ist etwa 10 m hoch, die Breite der beiden Schaufassaden beträgt jeweils ungefähr 8 m. Der eigentliche Torbogen ist ca. 5 m hoch und als – im Scheitel leicht angespitzter – Hufeisenbogen ausgebildet. Er wird von kleinen, sich überschneidenden Bögen überfangen, die zu den Seiten in schlangenartigen Formen enden; ein weiterer Rahmen aus geschwungenen und gestreckten Rautenformen umgibt den ersten. Die verbleibenden Zwickel sind mit abstrahiertem Blatt- und Rankenwerk ausgelegt; außerdem findet sich auf beiden Seiten ein leicht hervortretendes Muschelornament. Die äußere, insgesamt nahezu quadratische, Bogenrahmung (alfiz) zeigt Inschriftenbänder; den oberen Abschluss bildet ein Paneel aus gefüllten Lambrequinbögen. Seitlich davon befinden sich Konsolen, die auf kleinen eingestellten Säulchen ohne tragende Funktion aufruhen.

## Museum
Das nicht immer geöffnete, über Treppen leicht ansteigende Innere des Tores dient zu Schau- und Veranstaltungszwecken; meist werden bei freiem Eintritt moderne Bilder und/oder Teppiche bzw. Keramiken etc. gezeigt.